# Најроби
Најроби је главни град Кеније, као и главни град административне области Најроби. Име града потиче од масајске фразе Enkare Nairobi, са значењем „хладна вода”, што се односи на реку Најроби која тече кроз град. Сам град има популацију од 3.138.369, док метрополитанско подручје има популацију од 6.547.547. Град се популарно назива Зеленим градом на Сунцу.
Најроби су основале 1899. године колонијалне власти у Британској источној Африци, као железнички депо на Угандској железници. Град је брзо растао и заменио је Мачакос као гравни град Кеније 1907. Након независности 1963, Најроби је постао главни град Републике Кеније. Током Кенијског колонијалног периода, град је постао центар колонијине индустрије кафе, чаја и сизала. Град лежи на реци Галана у јужном делу земље, на надморској висини од 1.795 m (5.889 ft).
Са популацијом од 3,36 милиона 2011. године, Најроби је други најнасељенији град у региону Афричких великих језера након Дар ес Салама у Танзанији. Према попису из 2009, у административној области Најроби, 3.138.295 становника је живело на површини од 696 km². Најроби је 10. по величини град у Африци, ако се узме у обзир становништво његових предграђа.
Најроби је дом за хиљаде кенијских бизниса и преко 100 великих међународних компанија и организација, укључујући УНОН у оквиру кога се налазе УНЕП и УН Хабитат. Најроби је развијено средиште пословања и културе. Најробска берза хартија од вредности (NSE) је једна од највећих у Африци и друга по дужини постојања на континенту. Она је четврта у Африци у погледу величине пословања, са капацитетом обављања 10 милиона трансакција дневно.
Овде се налази Национални музеј Кеније.

## Метрополитанска регија
Најроби се налази унутар ширег Најробског метрополитанског региона, који се састоји од 5 од 47 округа Кеније, и који ствара око 60% прихода целокупне нације. Најробски окрузи су:
| Област               | Округ           | Површина (km²) | Популација Попис 2009 | Градова/вароши/општина у окрузима                                     |
| -------------------- | --------------- | -------------- | --------------------- | --------------------------------------------------------------------- |
| Центар Најробија     | Најробски округ | 694.9          | 3,138,369             | Најроби                                                               |
| Северни метро        | Округ Киамбу    | 2,449.2        | 1,623,282             | Киамбу, Тика, Лимуру, Руиру, Карури, Кикују, Руака, Кахава            |
| Северноисточни метро | Округ Муранга   | 2,325.8        | 942,581               | Гатанга, Кандара, Кенол/Кабати, Муранга                               |
| Јужни метро          | Округ Каџиадо   | 21,292.7       | 687,312               | Каџиадо, Олкеџуадо, Бисил, Нгонг, Китенгела, Кисеријан, Онгата Ронгај |
| Источни метро        | Округ Мачакос   | 5,952.9        | 1,098,584             | Кангундо-Тала, Мачакос, Галана                                        |
| Укупно               | Најроби метро   | 32,715.5       | 7,490,128             |                                                                       |

 Извор: Најроби метро Кенијски попис

## Географија
Град је лоциран на 1° 09′ S 36° 39′ E / 1.150° Ј; 36.650° И и 1° 27′ S 37° 06′ E / 1.450° Ј; 37.100° И и покрива 696 km².
Најроби се налази у јужном делу државе у широком појасу према граници са Танзанијом где је сконцентрисан највећи део становништва Кеније. Приметна је велика разлика у густини насељености између северних и јужних делова Кеније где се налази Најроби. Град је смештен на висоравни 1795 m изнад нивоа мора што ублажава тропску климу и за резултат има умерене температуре током читаве године. Без обзира на велику надморску висину, висораван на којој се Најроби налази оставља утисак равнице. Најближе планине су Нгонг западно од града чији највиши врх достиже 2460 m надморске висине. Када је ведро из Најробија се могу видети и нешто удаљеније планине Кенија на северу и Килиманџаро на југоистоку, две највише планине у Африци чији врхови се налазе изнад 5000 m надморске висине. На подручју Најробија се налази неколико мањих речних токова између осталог и река Најроби притока реке Ати.
Река Најроби и њене притоке пресецају округ Најроби. Добитник Нобелове награде за мир Вангари Матаи се активно залагала за очување природног станишта Карура шуме у северном Најробију, за коју су постојали планови да буде замењена урбаним простором и другом инфраструктуром.
Биогеографски покривач у Најробију одговара вегетацији саване са веома богатим животињским светом који је добро очуван у Националном парку Најроби који се налази на административном подручју Провинције Најроби.

### Клима
Према Кепеновој класификацији, Најроби има суптропску висинску климу (Cfb/Cwb). На 1795 m изнад нивоа мора, вечери могу да буду хладне, посебно у јунско/јулској сезони, кад температура може да падне до 9 °C (48 °F). Најсунчанији и најтоплији део године је од децембра до марта, кад је температура у око 25 °C током дана. Просечна максимална температура за овај период је 24 °C (75 °F).
Постоје две кишне сезоне, али падавине могу да буду умерене. Најоблачнији део године је непосредно након прве кишне сезоне, кад су до септембра, временске прилике обично облачне са местимичном кишом. Пошто је Најроби лоциран у близини екватора, разлике између сезона су минималне. Сезоне се називају влажном и сувом. Време изласка сунца и заласка сунца мало варира током године из истог разлога.
| Клима Најробија (Дагерети) 1961–1990, екстреми 1955–1982 и 1984–садашњост                                                     | Клима Најробија (Дагерети) 1961–1990, екстреми 1955–1982 и 1984–садашњост | Клима Најробија (Дагерети) 1961–1990, екстреми 1955–1982 и 1984–садашњост | Клима Најробија (Дагерети) 1961–1990, екстреми 1955–1982 и 1984–садашњост | Клима Најробија (Дагерети) 1961–1990, екстреми 1955–1982 и 1984–садашњост | Клима Најробија (Дагерети) 1961–1990, екстреми 1955–1982 и 1984–садашњост | Клима Најробија (Дагерети) 1961–1990, екстреми 1955–1982 и 1984–садашњост | Клима Најробија (Дагерети) 1961–1990, екстреми 1955–1982 и 1984–садашњост | Клима Најробија (Дагерети) 1961–1990, екстреми 1955–1982 и 1984–садашњост | Клима Најробија (Дагерети) 1961–1990, екстреми 1955–1982 и 1984–садашњост | Клима Најробија (Дагерети) 1961–1990, екстреми 1955–1982 и 1984–садашњост | Клима Најробија (Дагерети) 1961–1990, екстреми 1955–1982 и 1984–садашњост | Клима Најробија (Дагерети) 1961–1990, екстреми 1955–1982 и 1984–садашњост | Клима Најробија (Дагерети) 1961–1990, екстреми 1955–1982 и 1984–садашњост |
| Показатељ \ Месец | .Јан.                                                                     | .Феб.                                                                     | .Мар.                                                                     | .Апр.                                                                     | .Мај.                                                                     | .Јун.                                                                     | .Јул.                                                                     | .Авг.                                                                     | .Сеп.                                                                     | .Окт.                                                                     | .Нов.                                                                     | .Дец.                                                                     | .Год.                                                                     |
| --- | ------------------------------------------------------------------------- | ------------------------------------------------------------------------- | ------------------------------------------------------------------------- | ------------------------------------------------------------------------- | ------------------------------------------------------------------------- | ------------------------------------------------------------------------- | ------------------------------------------------------------------------- | ------------------------------------------------------------------------- | ------------------------------------------------------------------------- | ------------------------------------------------------------------------- | ------------------------------------------------------------------------- | ------------------------------------------------------------------------- | ------------------------------------------------------------------------- |
| Апсолутни максимум, °C (°F)                                                                                                   | 29,8 (85,6)                                                               | 30,5 (86,9)                                                               | 30,9 (87,6)                                                               | 29,0 (84,2)                                                               | 26,8 (80,2)                                                               | 28,1 (82,6)                                                               | 32,7 (90,9)                                                               | 32,5 (90,5)                                                               | 30,0 (86)                                                                 | 29,0 (84,2)                                                               | 27,9 (82,2)                                                               | 27,6 (81,7)                                                               | 32,7 (90,9)                                                               |
| Максимум, °C (°F) | 25,5 (77,9)                                                               | 26,7 (80,1)                                                               | 26,8 (80,2)                                                               | 25,0 (77)                                                                 | 23,5 (74,3)                                                               | 22,5 (72,5)                                                               | 22,0 (71,6)                                                               | 22,7 (72,9)                                                               | 25,0 (77)                                                                 | 25,7 (78,3)                                                               | 24,0 (75,2)                                                               | 24,5 (76,1)                                                               | 24,5 (76,1)                                                               |
| Просек, °C (°F) | 18,0 (64,4)                                                               | 18,8 (65,8)                                                               | 19,4 (66,9)                                                               | 19,2 (66,6)                                                               | 17,8 (64)                                                                 | 16,3 (61,3)                                                               | 15,6 (60,1)                                                               | 15,9 (60,6)                                                               | 17,3 (63,1)                                                               | 18,5 (65,3)                                                               | 18,4 (65,1)                                                               | 18,1 (64,6)                                                               | 17,8 (64)                                                                 |
| Минимум, °C (°F) | 10,5 (50,9)                                                               | 10,9 (51,6)                                                               | 12,1 (53,8)                                                               | 13,4 (56,1)                                                               | 12,1 (53,8)                                                               | 10,0 (50)                                                                 | 9,2 (48,6)                                                                | 9,1 (48,4)                                                                | 9,7 (49,5)                                                                | 11,3 (52,3)                                                               | 12,7 (54,9)                                                               | 11,7 (53,1)                                                               | 11,1 (52)                                                                 |
| Апсолутни минимум, °C (°F) | 3,3 (37,9)                                                                | 2,2 (36)                                                                  | 6,7 (44,1)                                                                | 7,8 (46)                                                                  | 7,9 (46,2)                                                                | 4,4 (39,9)                                                                | 1,1 (34)                                                                  | 2,9 (37,2)                                                                | 3,9 (39)                                                                  | 5,5 (41,9)                                                                | 6,7 (44,1)                                                                | 6,2 (43,2)                                                                | 1,1 (34)                                                                  |
| Количина падавина, mm (in) | 58,3 (2,295)                                                              | 49,8 (1,961)                                                              | 92,2 (3,63)                                                               | 242,3 (9,539)                                                             | 189,5 (7,461)                                                             | 38,6 (1,52)                                                               | 17,6 (0,693)                                                              | 24,0 (0,945)                                                              | 31,2 (1,228)                                                              | 60,8 (2,394)                                                              | 149,6 (5,89)                                                              | 107,6 (4,236)                                                             | 1.061,5 (41,791)                                                          |
| Дани са падавинама (≥ 1.0 mm)                                                                                                 | 4                                                                         | 4                                                                         | 8                                                                         | 15                                                                        | 13                                                                        | 5                                                                         | 3                                                                         | 4                                                                         | 4                                                                         | 7                                                                         | 14                                                                        | 9                                                                         | 90                                                                        |
| Релативна влажност, % | 60                                                                        | 56                                                                        | 62                                                                        | 71                                                                        | 73                                                                        | 73                                                                        | 73                                                                        | 71                                                                        | 64                                                                        | 63                                                                        | 71                                                                        | 66                                                                        | 67                                                                        |
| Сунчани сати — месечни просек                                                                                                 | 288,3                                                                     | 266,0                                                                     | 266,6                                                                     | 204,0                                                                     | 189,1                                                                     | 159,0                                                                     | 130,2                                                                     | 127,1                                                                     | 180,0                                                                     | 226,3                                                                     | 198,0                                                                     | 257,3                                                                     | 2.491,9                                                                   |
| Сунчани сати — дневни просек                                                                                                  | 9,3                                                                       | 9,5                                                                       | 8,6                                                                       | 6,8                                                                       | 6,1                                                                       | 5,3                                                                       | 4,2                                                                       | 4,1                                                                       | 6,0                                                                       | 7,3                                                                       | 6,6                                                                       | 8,3                                                                       | 6,8                                                                       |
| Извор #1: |                                                                           |                                                                           |                                                                           |                                                                           |                                                                           |                                                                           |                                                                           |                                                                           |                                                                           |                                                                           |                                                                           |                                                                           |                                                                           |
| Извор #2: Deutscher Wetterdienst (extremes from 1955–1982 and humidity, 1961–1990), Meteo Climat (extremes from 1984–present) |                                                                           |                                                                           |                                                                           |                                                                           |                                                                           |                                                                           |                                                                           |                                                                           |                                                                           |                                                                           |                                                                           |                                                                           |                                                                           |

| Клима Најробија (Џомо Кенијата међународни аеродром) | Клима Најробија (Џомо Кенијата међународни аеродром) | Клима Најробија (Џомо Кенијата међународни аеродром) | Клима Најробија (Џомо Кенијата међународни аеродром) | Клима Најробија (Џомо Кенијата међународни аеродром) | Клима Најробија (Џомо Кенијата међународни аеродром) | Клима Најробија (Џомо Кенијата међународни аеродром) | Клима Најробија (Џомо Кенијата међународни аеродром) | Клима Најробија (Џомо Кенијата међународни аеродром) | Клима Најробија (Џомо Кенијата међународни аеродром) | Клима Најробија (Џомо Кенијата међународни аеродром) | Клима Најробија (Џомо Кенијата међународни аеродром) | Клима Најробија (Џомо Кенијата међународни аеродром) | Клима Најробија (Џомо Кенијата међународни аеродром) |
| Показатељ \ Месец                                    | .Јан.                                                | .Феб.                                                | .Мар.                                                | .Апр.                                                | .Мај.                                                | .Јун.                                                | .Јул.                                                | .Авг.                                                | .Сеп.                                                | .Окт.                                                | .Нов.                                                | .Дец.                                                | .Год.                                                |
| ---------------------------------------------------- | ---------------------------------------------------- | ---------------------------------------------------- | ---------------------------------------------------- | ---------------------------------------------------- | ---------------------------------------------------- | ---------------------------------------------------- | ---------------------------------------------------- | ---------------------------------------------------- | ---------------------------------------------------- | ---------------------------------------------------- | ---------------------------------------------------- | ---------------------------------------------------- | ---------------------------------------------------- |
| Апсолутни максимум, °C (°F)                          | 32,2 (90)                                            | 32,8 (91)                                            | 32,1 (89,8)                                          | 32,2 (90)                                            | 31,1 (88)                                            | 28,9 (84)                                            | 29,4 (84,9)                                          | 32,2 (90)                                            | 31,1 (88)                                            | 33,0 (91,4)                                          | 32,2 (90)                                            | 32,2 (90)                                            | 33,0 (91,4)                                          |
| Максимум, °C (°F)                                    | 26,7 (80,1)                                          | 27,9 (82,2)                                          | 27,5 (81,5)                                          | 26,0 (78,8)                                          | 24,5 (76,1)                                          | 23,7 (74,7)                                          | 22,6 (72,7)                                          | 23,0 (73,4)                                          | 25,6 (78,1)                                          | 26,6 (79,9)                                          | 24,9 (76,8)                                          | 25,3 (77,5)                                          | 25,4 (77,7)                                          |
| Просек, °C (°F)                                      | 19,4 (66,9)                                          | 20,2 (68,4)                                          | 20,7 (69,3)                                          | 20,2 (68,4)                                          | 19,1 (66,4)                                          | 17,7 (63,9)                                          | 16,7 (62,1)                                          | 17,3 (63,1)                                          | 18,6 (65,5)                                          | 19,7 (67,5)                                          | 19,3 (66,7)                                          | 19,0 (66,2)                                          | 19,0 (66,2)                                          |
| Минимум, °C (°F)                                     | 12,9 (55,2)                                          | 13,1 (55,6)                                          | 14,1 (57,4)                                          | 14,9 (58,8)                                          | 14,3 (57,7)                                          | 12,3 (54,1)                                          | 11,4 (52,5)                                          | 11,5 (52,7)                                          | 12,0 (53,6)                                          | 13,3 (55,9)                                          | 14,0 (57,2)                                          | 13,5 (56,3)                                          | 13,1 (55,6)                                          |
| Апсолутни минимум, °C (°F)                           | 4,7 (40,5)                                           | 7,2 (45)                                             | 7,2 (45)                                             | 9,8 (49,6)                                           | 6,3 (43,3)                                           | 6,1 (43)                                             | 4,6 (40,3)                                           | 4,4 (39,9)                                           | 4,2 (39,6)                                           | 5,4 (41,7)                                           | 7,8 (46)                                             | 7,9 (46,2)                                           | 4,2 (39,6)                                           |
| Количина падавина, mm (in)                           | 42,1 (1,657)                                         | 48,3 (1,902)                                         | 68,8 (2,709)                                         | 157,2 (6,189)                                        | 108,3 (4,264)                                        | 26,5 (1,043)                                         | 11,5 (0,453)                                         | 13,6 (0,535)                                         | 24,8 (0,976)                                         | 43,3 (1,705)                                         | 120,9 (4,76)                                         | 79,8 (3,142)                                         | 745,1 (29,335)                                       |
| Дани са падавинама (≥ 0.1 mm)                        | 4,9                                                  | 3,7                                                  | 6,5                                                  | 13,0                                                 | 11,1                                                 | 6,2                                                  | 5,2                                                  | 5,0                                                  | 5,1                                                  | 6,8                                                  | 13,6                                                 | 9,0                                                  | 89,7                                                 |
| Релативна влажност, %                                | 69                                                   | 63                                                   | 66                                                   | 77                                                   | 79                                                   | 76                                                   | 74                                                   | 71                                                   | 67                                                   | 67                                                   | 77                                                   | 76                                                   | 72                                                   |
| Сунчани сати — месечни просек                        | 282,1                                                | 265,6                                                | 263,5                                                | 204,0                                                | 179,8                                                | 159,0                                                | 124,0                                                | 124,0                                                | 168,0                                                | 213,9                                                | 204,0                                                | 254,2                                                | 2.442,1                                              |
| Сунчани сати — дневни просек                         | 9,1                                                  | 9,4                                                  | 8,5                                                  | 6,8                                                  | 5,8                                                  | 5,3                                                  | 4,0                                                  | 4,0                                                  | 5,6                                                  | 6,9                                                  | 6,8                                                  | 8,2                                                  | 6,7                                                  |
| Извор: Deutscher Wetterdienst                        |                                                      |                                                      |                                                      |                                                      |                                                      |                                                      |                                                      |                                                      |                                                      |                                                      |                                                      |                                                      |                                                      |

## Историја
Аутохтоно становништво на подручју данашњег Најробија је етничка група Масаи. На Масаи језику име града има значење „хладна вода". С обзиром да је Кенија до стицања независности била британска колонија, Британци су 1899. године засновали град као станицу на прузи од Момбасе до Кампале. Новостворено насеље је 1907. године постало главни град британске колоније источна Африка, а од 1963. престоница независне Кеније.

## Административна подела
Град Најроби главни град Кеније. Административно подручје града је истовремено и једна од осам провинција на које је подељена Кенија, суседне провинције су Централна, Источна и Раседна долина. Карактеристично је да провинција Најроби има облик рибе.
Нижа административне јединица од провинције у Кенији је дистрикт. Најроби је 2007. године подељен на три дистрикта, али су они укинути 2009. године одлуком врховног суда о смањењу број дистрикта у Кенији са 254 на 46.
Нижа административна јединица од дистрикта је на division енглеском тј. tarafa на свахилију. Ових јединица у Најробију има осам (Централни Најроби, Дагорети, Ембакаси, Касарани, Кибера, Макадара, Вестлендс и Пумвани), а оне су подељене на 50 локација (locations) које представљају градске четврти Најробија.

## Привреда
Најроби представља пословни, трговински и туристички центар на државном и међународном нивоу. У централном пословном делу града Central Business District се налази налази сконцентрисан пословни простор у високим пословним зградама које доминирају центром града. Ту је и Конгресни центар Џомо Кенијата погодан за конгресни туризам. У делу града Гигири се налази велики комплекс Уједињених нација са канцеларијама агенција и програма из УН система, а два програма ту имају своје седиште УНЕП - Програм УН за заштиту животне средине и УН Хабитат - Програм УН за насеља. Поред конгресног туризма Најроби нуди могућности за разне друге видове туризма, а најчешће је почетна станица за сафари туристе у разним деловима Кеније који у ову земљу стижу преко Најробија, тачније аеродрома Џомо Кенијата. Индустрија је такође заступљена у Најробију, с тим што је већи број производних погона лаке (текстилна, прехрамбена, дуванска), него тешке индустрије (аутомобилска).

### Саобраћај
Једини вид градског саобраћајног превоза је матату. Матату је комби за 12 особа, приватно средство превоза у коме се плаћа карта у вредности од 30 до 50 шилинга по особи (0,3-0,5 евра 2010. године). Велики број становника поседује приватне аутомобиле, што због незадовољавајућег градског превоза за вишемилионски град доводи до великих застоја у саобраћају.
Матату се користи и за међуградски превоз, као и аутобус, воз и авион. Железница је карактеристична за Најроби јер је оснивање железничке станице и био основни повод за оснивање града. Међународни аеродром Џомо Кенијата се налази 20 километар источно од центра Најробија. Поред овог аеродрома у Најробију постоје и два мања аеродрома - Вилсон у делу града Лангата за мање авионе и војни аеродром Мои. Најроби се налази на раскрсници два панафричка друмска коридора. Један се пружа правцем исток запад - од Момбасе до Лагоса. Други се пружа правцем север југ - од Александрије до Кејптауна.

## Образовање
У Најробију се налази Најроби универзитет организован у 6 колеџа (пољопривреда и ветерина, архитектура и инжењерство, биологија и природне науке, образовање, медицина и најзад уметност и друштвене науке). Најроби универзитет добио је то име 1970. године као наследник раније основаних високошколских установа. Поред Универзитета Најроби који је државна установа у Најробију постоји већи број приватних универзитета.

## Становништво
| Година       |
| Становништво |
| ------------ |

## Партнерски градови
- Денвер
- Рали
- Кунминг
- Colonia Tovar
- Пингсјанг
- Рио де Жанеиро
- Parintins